# Phare de Mayo Beach
Le phare de Mayo Beach (en anglais : Mayo Beach Light) était un phare situé sur le cap Cod dans le comté de Barnstable (État du Massachusetts). Il était l'un des premiers phares du cap Cod. Désactivé en 1922, il fut déplacé en Californie et reconstruit en 1928 sous le nom de phare de Point Montara .

## Histoire
Cette lumière a été érigée pour aider à guider les bateaux dans le port de Wellfleet. Le premier phare, construit en 1837, consistait en une maison en briques avec une lanterne placée au centre du toit. Le système optique, habituel de l'époque, était des lampes multiples et réflecteurs. Ironiquement, trois naufrages sont survenus à proximité de la lumière au cours des quinze premières années de son fonctionnement.
En 1857, la lumière a été améliorée avec une lentille de Fresnel. L'état de la maison a été critiqué par les premiers gardiens, et Stephen Pleasanton (en), le premier superviseur fédéral des phares, avait demandé que le phare soit éteint. Néanmoins, il resta en service jusqu'en 1881.
Cette année-là, une lumière totalement nouvelle a été érigée au même endroit. Il s'agissait d'une tour cylindrique en fonte de 9 m bordée de briques, située juste à côté de la maison du gardien nouvellement érigée, l'ancien bâtiment ayant été démoli comme un obstacle. Cette lumière est restée en service jusqu'en 1922, année de la fermeture de la station. La maison du gardien a été vendue à une entreprise privée et la tour a été enlevée. sa fondation circulaire reste visible à côté de la maison. On peut toujours voir la maison de gardien ainsi que, derrière celle-ci, le pittoresque hangar de stockage d'huile d'origine.
Pendant de nombreuses années, on pensait que la tour avait été démolie vers 1939. Toutefois, des recherches effectuées en 2008 ont montré que la tour n'avait pas été démantelée mais transportée à travers le pays et reconstruite Montara (Californie) (en), remplaçant une tour à ossature de bois érigée en 1912. Le phare est maintenant un phare en état de fonctionnement en Californie.
Identifiant : ARLHS : USA-486.
|         |
| Cap Cod |

|                                       |
| Le phare à Point Montara (Californie) |

### Lien connexe
- Liste des phares du Massachusetts